# Trinité-d'Estienne d'Orves
Trinité-d'Estienne d'Orves è una stazione della linea 12 della metropolitana di Parigi.

## La stazione
La stazione venne aperta nel 1910 e porta il nome della chiesa de La Trinité, dedicata alla Santissima Trinità costruita fra il 1861 ed il 1867.
La seconda parte del nome riguarda Honoré d'Estienne d'Orves (Verrières-le-Buisson, 1901 - Mont Valérien, 1941), ufficiale di marina al quale il generale de Gaulle fece intitolare la piazza antistante la chiesa. Egli venne inviato nella Francia occupata nel 1940 e venne arrestato nel corso di una missione nel gennaio del 1941. Tradito da un commilitone, al servizio dello spionaggio tedesco, venne fucilato il 29 agosto 1941, dagli occupanti tedeschi.

## Interscambi
- Bus RATP - 26, 32, 43, 68, 81, OpenTour
- Noctilien - N01